# Marvin Minsky
Marvin Lee Minsky (Nova Iorque, 9 de agosto de 1927 – Boston, 24 de janeiro de 2016) foi um cientista cognitivo norte-americano.
Sua principal área de atuação foi centrada nos estudos cognitivos no campo da inteligência artificial. Minski foi co-fundador do Laboratório de Inteligência Artificial do Instituto de Tecnologia de Massachusetts (MIT) e autor de diversos artigos e livros sobre o tema e suas implicações filosóficas.

## Biografia
Marvin Minsky nasceu na cidade de Nova York, filho de um cirurgião ocular e uma ativista judia, onde frequentou a Fieldston School e a Bronx High School of Science. Posteriormente frequentou a Phillips Academy em Andover, Massachusetts. Ele serviu a Marinha dos Estados Unidos de 1944 a 1945. Possui Bacharelado em Matemática pela Harvard (1950) e PhD em Matemática pela Princeton (1954). Ele está vinculado com o MIT desde 1958. Em 1959 ele e John McCarthy fundaram o que agora é conhecido como o Laboratório de Ciência da Computação e Inteligência Artificial do MIT. Atualmente ele é o Professor Toshiba de Media Arts e Ciências, e professor de engenharia elétrica e ciência da computação.
Foi considerado por Isaac Asimov como um dos únicos homens cujo intelecto ultrapassa o dele próprio. Sendo o outro Carl Sagan.[carece de fontes?]
As invenções de Minsky incluem o primeiro display gráfico head-mounted (1963) e o microscópio confocal (1957, um antecessor do microscópio confocal de varrimento a laser largamente usado nos dias de hoje). Ele desenvolveu, com Seymour Papert, a primeira "turtle" Logo. Minsky também construiu, em 1951, a primeira máquina de aprendizado com rede neural de fiação aleatória, SNARC.
Minsky escreveu o livro Perceptrons (com Seymour Papert), que se tornou um trabalho fundamental para a análise de redes neurais artificiais. Este livro é o centro de uma controvérsia na história da IA, com alguns afirmando que ele terminou afastando a pesquisa científica das redes neurais na década de 70, contribuindo com o chamado "Inverno da IA". Ele também fundou vários outros modelos de IA. Seu livro "A framework for representing knowledge" (sem versão em português) criou um novo paradigma de programação. Enquanto seu "Perceptrons" é mais um livro histórico do que prático, a teoria do "Framework" está sendo amplamente usada. Minsky também escreveu sobre a possibilidade de vida extraterrestre poder pensar como humanos, permitindo comunicação. Ele era um conselheiro do filme 2001: Uma Odisseia no Espaço e é referenciado no filme e no livro:
Provavelmente ninguém nunca saberia isso; não importava. Na década de 80, Minsky e Good haviam mostrado como redes neurais podiam ser geradas automaticamente - autorreplicadas - de acordo com qualquer programa de aprendizado arbitrário. Cérebros artificiais podiam ser desenvolvidos por um processo contundentemente análogo ao desenvolvimento de um cérebro humano. Qualquer que seja o caso, os detalhes precisos nunca seriam conhecidos, e mesmo se eles fossem, seriam milhões de vezes mais complexos do que o entendimento humano permite.
- Arthur C. Clarke, 2001: Uma Odisseia no Espaço
No começo dos anos 70 no Laboratório de Inteligência Artificial do MIT, Minsky e Papert começaram a desenvolver o que veio a se chamar a teoria d'A Sociedade da Mente. A teoria busca explicar como o que chamamos de inteligência poderia ser um produto da interação de partes não-inteligentes. Minsky fala que a maior fonte de ideias sobre a teoria vem de seu trabalho de tentar criar uma máquina que usa um braço robótico, uma câmera de vídeo e um computador para fazer construções usando blocos infantis. Em 1986, Minsky publicou The Society of Mind, um livro compreensivo da teoria o qual, diferentemente da maior parte de seu trabalho publicado previamente, foi escrito para uma audiência mais geral.
Em Novembro de 2006, Minsky publicou The Emotion Machine, um livro que critica diversas teorias populares de como mentes humanas funcionam e sugere teorias alternativas, geralmente substituindo ideias simples com algumas mais complexas. Rascunhos recentes do livro estão disponíveis gratuitamente em sua página.

## Condecorações
- Prêmio Turing (1969)
- Prêmio Japão (1990)
- Prêmio IJCAI por Excelência em Pesquisa (1991)
- Medalha Benjamin Franklin do Instituto Franklin (2001)
- Prêmios Fundação BBVA Fronteiras do Conhecimento na categoria de Tecnologias de Informação e Comunicação (2013)

## Publicações
- MINSKY, Marvin (1967). Computation. Finite and Infinite Machines (em inglês). Englewood Cliffs, N.J.: Prentice-Hall. 317 páginas. Library of Congress Catalog Card N° 67-12342
- MINSKY, Marvin (1986). The Society of Mind (em inglês). Nova Iorque: Simon & Schuster, Touchstone Book UNB. 339 páginas. ISBN 0-671-65713-5
- MINSKY, Marvin (2006). The Emotion Machine. Commonsense Thinking, Artificial Intelligence, and the Future of the Human Mind (em inglês). [S.l.]: Simon & Schuster. 400 páginas. ISBN 0-743-27663-9